# كاتلين جريجوري
كاتلين جريجوري (بالرومانية: Cătălin Grigore)‏ هو لاعب كرة قدم روماني في مركز حراسة المرمى، ولد في 6 أكتوبر 1977 في Voinești, Dâmbovița ‏ في رومانيا. لعب مع أونيريا أورزيتشيني وبولتيهنيكا تيميسوارا وزمبرو تشيسيناو ونادي أسترا جورجو ونادي بترولول بلويشتي.

## وصلات خارجية
- كاتلين جريجوري على موقع قاعدة بيانات كرة القدم.إي يو (الإنجليزية)
- كاتلين جريجوري على موقع Soccerway.com (الإنجليزية)